# Independence (Iowa)
Independence è un comune (city) degli Stati Uniti d'America e capoluogo della contea di Buchanan nello Stato dell'Iowa. La popolazione era di 5 966 persone al censimento del 2010.

## Geografia fisica
Independence è situata a 42°28′13″N 91°53′38″W (42.470191, -91.893898).
Secondo lo United States Census Bureau, ha un'area totale di 6,22 miglia quadrate (16,11 km²).

## Società

### Evoluzione demografica
Secondo il censimento del 2010, c'erano 5 966 persone.

### Etnie e minoranze straniere
Secondo il censimento del 2010, la composizione etnica della città era formata dal 97,6% di bianchi, lo 0,3% di afroamericani, lo 0,1% di nativi americani, lo 0,7% di asiatici, lo 0,2% di altre razze, e l'1,1% di due o più etnie. Ispanici o latinos di qualunque razza erano l'1,2% della popolazione.